# Cecil Terence Ingold
 Cecil Terence Ingold (Dublín, 5 de julio de 1905 - Northumberland, 31 de mayo de 2010) fue un botánico, micólogo británico, siendo "uno de los más influyentes micólogos del siglo XX".

## Biografía
Ingold nació en Dublín, en aquel entonces bajo dominio del Reino Unido de Gran Bretaña e Irlanda (en la actual República de Irlanda). Se mudó a Irlanda del Norte y estudió en la Universidad de la Reina de Belfast, donde, en 1926, recibió su bachelor's degree en botánica, con énfasis en micología. Luego de un año en el Imperial College, Londres, retornó a Queen's University por su doctorado en botánica que obtuvo en 1930, con su disertación de tesis en sistemas con savia que hace de buffer contra cambios en pH. Ingold recibió una confirmación de la facultad en el Departamento de Botánica, en la Universidad de Reading, donde enseñaba botánica. Desde 1944, tuvo la cátedra del Birkbeck College, Universidad de Londres.

## Algunas publicaciones
- 1929. Coastal Survey: Grasswrack community in Ballyholme Bay. I. Irish Naturalists' Journal 2. Ed. 3 p.
- 1939. Spore discharge in land plants. Oxford University Press. 178 p.
- 1942. Aquatic hyphomycetes of decaying alder leaves. Trans. of the British Mycological Soc. 25 ( 4) 339–417, doi 10.1016/S0007-1536(42)80001-7.
- 1953. Dispersal in fungi.
- 1955. Flowerless Plants. Parte 2 sw Intr. to structural botany. Con Dukinfield Henry Scott, 12.ª ed. A. & C. Black, 170 p.
- 1961. The biology of fungi, 124 p. 6 ed. 1993 ISBN 0412490404
- 1964. Dispersal in Fungi. Ed. Clarendon Press, 208 p.
- 1965. Spore liberation. Ed. Clarendon Press, 210 p.
- 1971. Fungal spores: their liberation and dispersal. Oxford University Press. 302 p. ISBN 9780198541158
- 1975. An Illustrated Guide to Aquatic and Water-borne Hyphomycetes (Fungi Imperfecti) with Notes on Their Biology. Scientific publication 30, ISSN 0367-1887 Ed. ilustrada de Freshwater Biological Assoc. 96 p. ISBN 0900386223, ISBN 9780900386220
- 1978. The biology of Mucor and its allies. Institute of Biology's studies in biology 88. Ed. ilustrada de E. Arnold, 59 p.
- 1979. The nature of toadstools. Institute of Biology's studies in biology 113. Ed. University Park Press, 56 p. ISBN 0839102631, ISBN 9780839102632

## Premios y reconocimientos
Fue presidente de la Sociedad Micológica Británica donde organizó el primer congreso internacional de micólogos.
- 1996: galardón De Bary por la Asociación Internacional de Micología por "por su trayectoria en la investigación micológica, en particular, sus contribuciones al conocimiento de la liberación de esporas de hongos y su dispersión; y, el reconocimiento de hongos acuáticos como especialidad ecológica".[3]

- 1970: la Companion de la Orden de San Miguel y San Jorge (CMG) lo galardona por su obra en la educación superior, en África, Jamaica, RU.[3]

## Eponimia
Toda una clase de hongos acuáticos dentro de la Pleosporales, hongos Ingoldian, honran su nombre, aunque recientes estudios de ADN están cambiando los nombres científicos.
- Ingoldia
- Ingoldiella
- Ingoldiomyces
- Acaromyces ingoldii
- Bensingtonia ingoldii
- Lindgomyces ingoldianus
- Lophiostoma ingoldianum
- Massarina ingoldiana
- Pseudocercophora ingoldii